# Yuan Judiciário
O Yuan Judiciário é o ramo judicial do governo de Taiwan.   Ele administra um Tribunal Constitucional e supervisiona todos os sistemas de tribunais de Taiwan, incluindo tribunais comuns, como o supremo tribunal, tribunais superiores, tribunais distritais, bem como tribunais especiais, como tribunais administrativos e tribunais disciplinares. Pela lei de Taiwan, o Yuan Judicial detém os seguintes poderes: 
- Interpretação – O Tribunal Constitucional interpreta a Constituição e outros estatutos e regulamentos emitidos pelo governo central ou pelos governos locais.
- Adjudicação – A maioria dos casos civis, criminais e administrativos são julgados pelos respectivos tribunais supervisionados pelo Yuan Judiciário. O Tribunal Constitucional julga casos de impeachment presidencial e dissolução de partidos políticos.
- Disciplina – As medidas disciplinares em relação aos funcionários públicos são decretadas pelo Tribunal Disciplinar.
- Administração Judicial – O Yuan Judicial supervisiona todos os tribunais estabelecidos pela lei de Taiwan.

De acordo com a atual Constituição,  o Tribunal Constitucional é composto por 15 juízes. Um juiz atua como presidente do tribunal e outro atua como vice-presidente. Todos os juízes, incluindo o Presidente e o Vice-Presidente, são nomeados pelo Presidente da República com o consentimento do Yuan Legislativo. Após a nomeação, os ministros têm um prazo de mandato de oito anos, mas esse limite de mandato não se aplica ao Presidente e ao Vice-Presidente.

## Tribunal Constitucional

### História
Antes da década de 1980, o impacto do Tribunal Constitucional era limitado pela governança autoritária. A Corte podia ser vista como um instrumento do regime do Kuomintang. Nunca aceitou um caso sobre a constitucionalidade das Disposições Temporárias, que foram a base do regime autoritário; A Corte recusou-se a ouvir contestações a essas Disposições e emitiu uma série de decisões que facilitaram o governo do Kuomintang dentro dos limites do constitucionalismo pelo menos nominal.  Em sua maioria, o tribunal atuou como assessor jurídico do governo, proferindo decisões que unificavam interpretações de estatutos ou portarias ou dando legitimidade a essas soluções politicamente convenientes como resultado da extensão dos mandatos dos parlamentares.  Na Interpretação nº 31 de 1954, o tribunal prorrogou os mandatos dos representantes legislativos, determinando que “a nação estava em crise e o país não podia realizar a eleição para o segundo mandato legalmente”. Nas décadas de 1960 e 1970, o Tribunal Constitucional afirmou ainda a constitucionalidade da adição de assentos extras ao Yuan Legislativo e à Assembleia Nacional por meio de decretos legislativos nas Interpretações Nos 117 e 150. 
Antes da década de 1980, o Tribunal Constitucional raramente se afirmava como guardião da Constituição; em raras ocasiões, no entanto, o tribunal arriscou-se a minar sua própria autoridade institucional ao se opor a outros ramos do governo. Na Interpretação nº 86 de 1960, o tribunal considerou que a lei que permitia ao Ministério da Justiça supervisionar os tribunais inferiores era inconsistente com a constituição e exigia que todos os tribunais fossem colocados sob o Yuan Judicial. No entanto, esta decisão foi ignorada pelo governo, e a lei impugnada não foi revisada até 1980. 
Após a sucessão de Lee Teng-hui como presidente em 1987, no entanto, o Tribunal tornou-se gradualmente mais ativo. Começou a atacar ações administrativas vagas ou que delegavam muito poder ao poder executivo. Entre suas decisões, a Corte acabou com a proibição de comícios que defendiam o secessionismo ou o comunismo como uma violação da liberdade de expressão, permitiu que as universidades se recusassem a permitir "conselheiros" militares, cuja presença nos dormitórios era obrigatória, e permitiu que os professores formassem um sindicato fora a estrutura sindical "oficial". 

### Funções

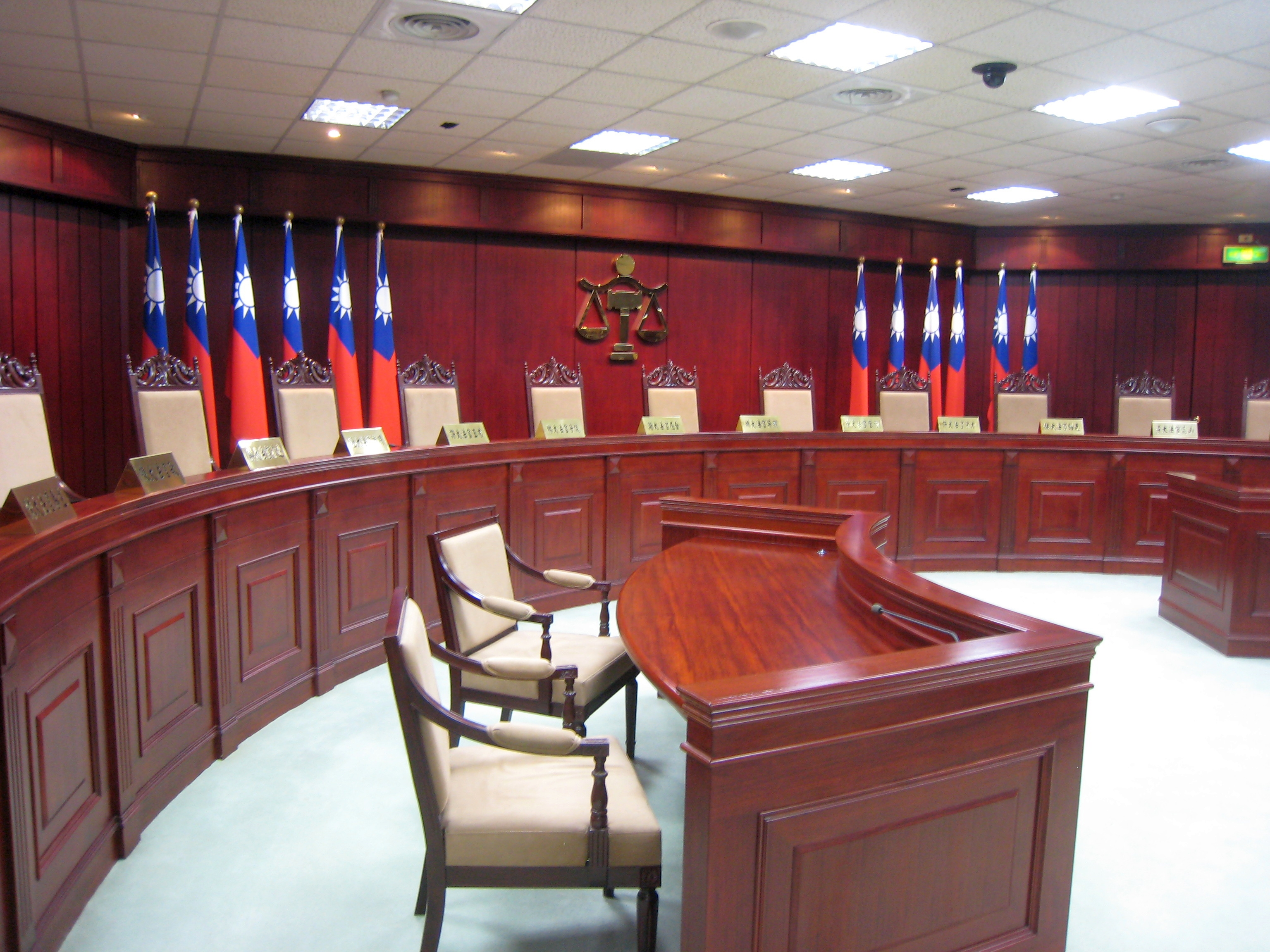
O Tribunal Constitucional é composto por 15 juízes.

O Tribunal Constitucional, também anteriormente conhecido como o Conselho de Grandes Justiças (大法官會議), provê decisões sobre as seis categorias de casos a seguir:
1. Constitucionalidade das leis e reclamações constitucionais (casos do Capítulo III);
2. Disputas entre órgãos constitucionais (casos do Capítulo IV);
3. Impeachment do Presidente e do Vice-Presidente (casos do Capítulo V);
4. Dissolução de partidos políticos inconstitucionais (casos do Capítulo VI); [1] [2]
5. Autogoverno local (casos do Capítulo VII); e
6. Interpretação uniforme dos estatutos e regulamentos (casos do Capítulo VIII).

## Tribunais comuns

### Suprema Corte

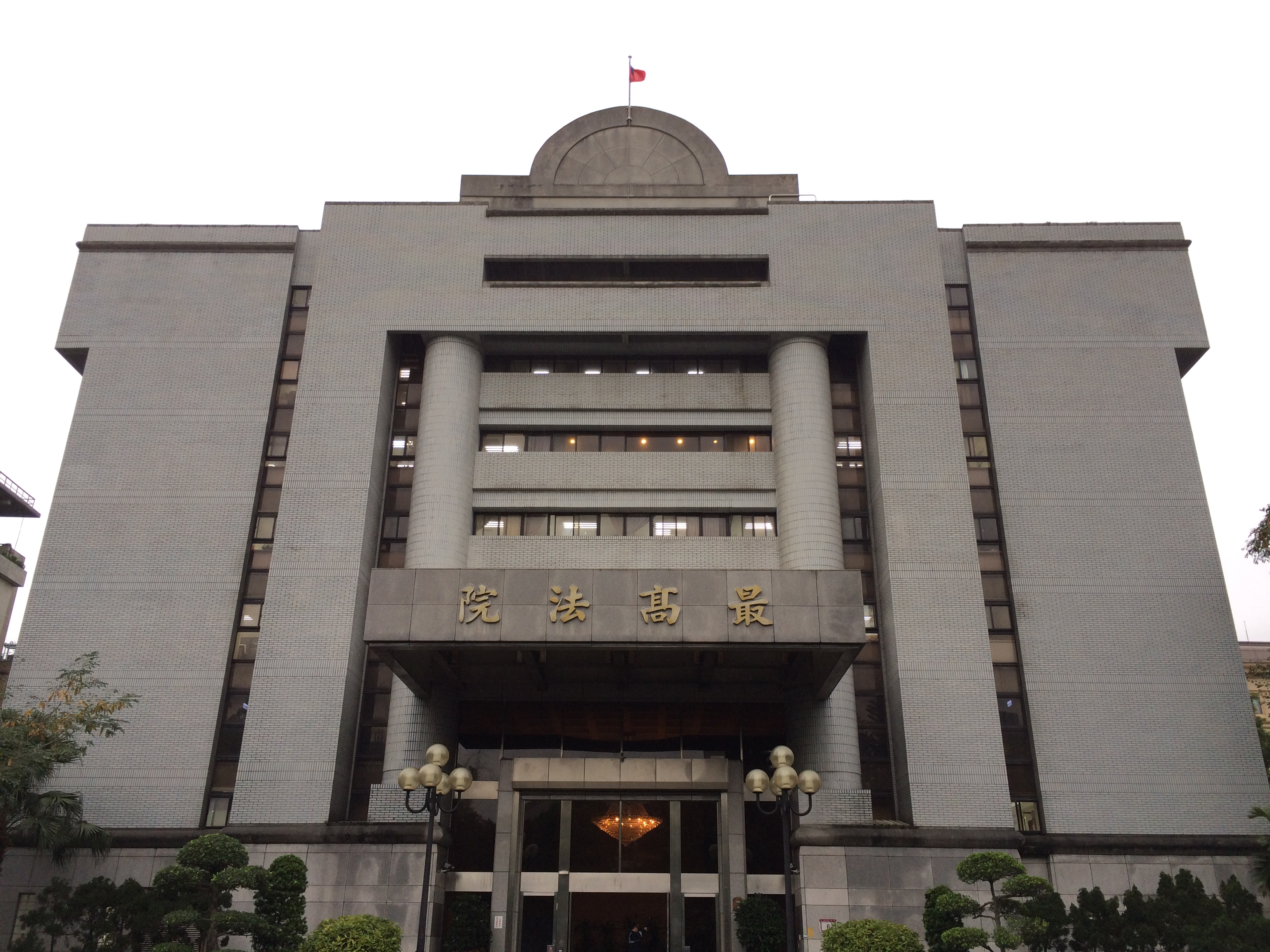
Suprema Corte

A Suprema Corte é o tribunal de última instância para casos civis e criminais. Um caso civil pode ser apelado ao Supremo Tribunal somente quando mais de NT$ 1.500.000 estão em jogo. Com exceção dos delitos menores enumerados no artigo 376 do Código de Processo Penal, qualquer processo criminal pode ser objeto de recurso para o Tribunal.

### Tribunal superior

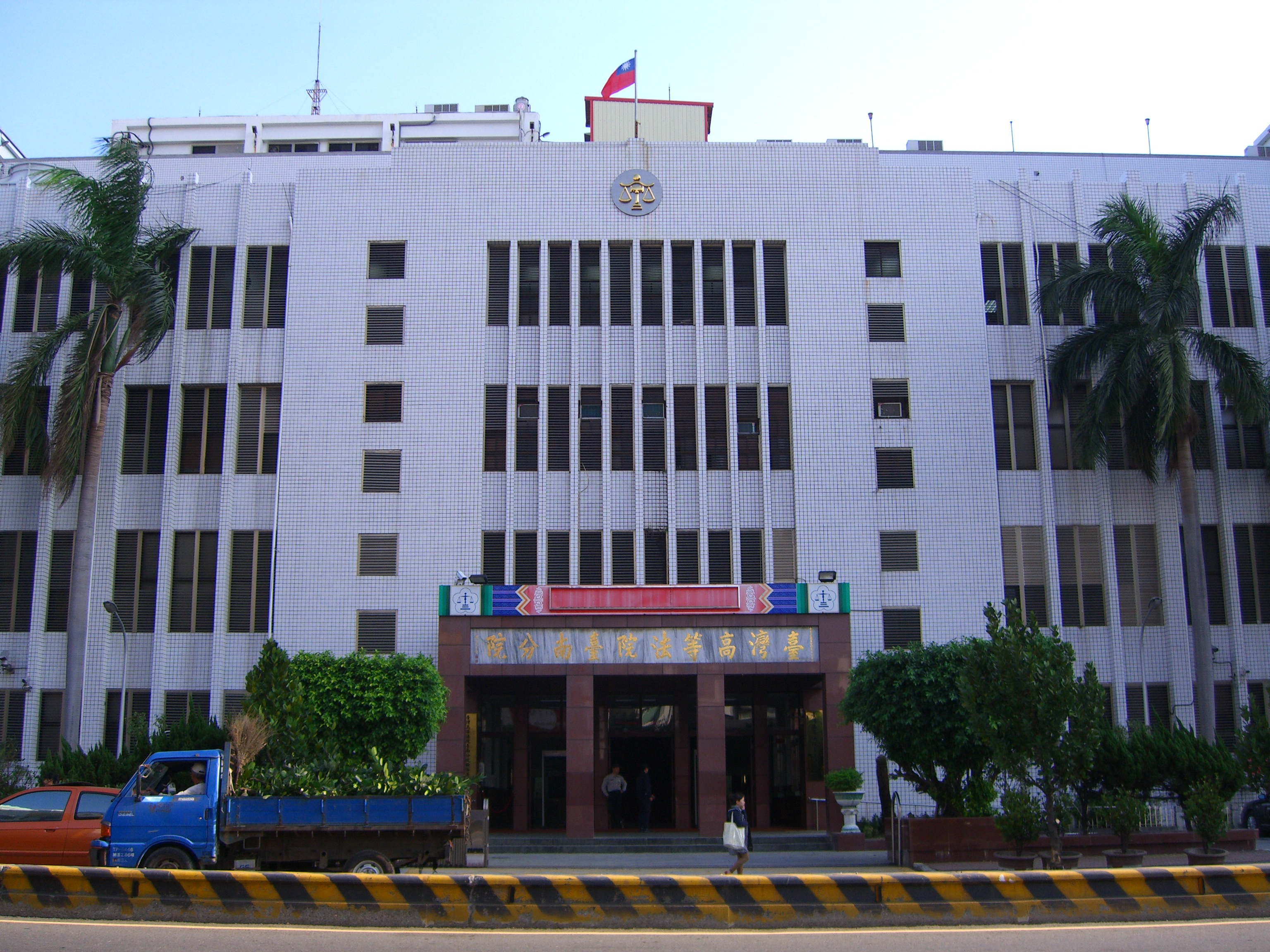
Tribunal Superior de Tainan

Há seis filiais do Tribunal superior em Taiwan.

### Tribunal distrital

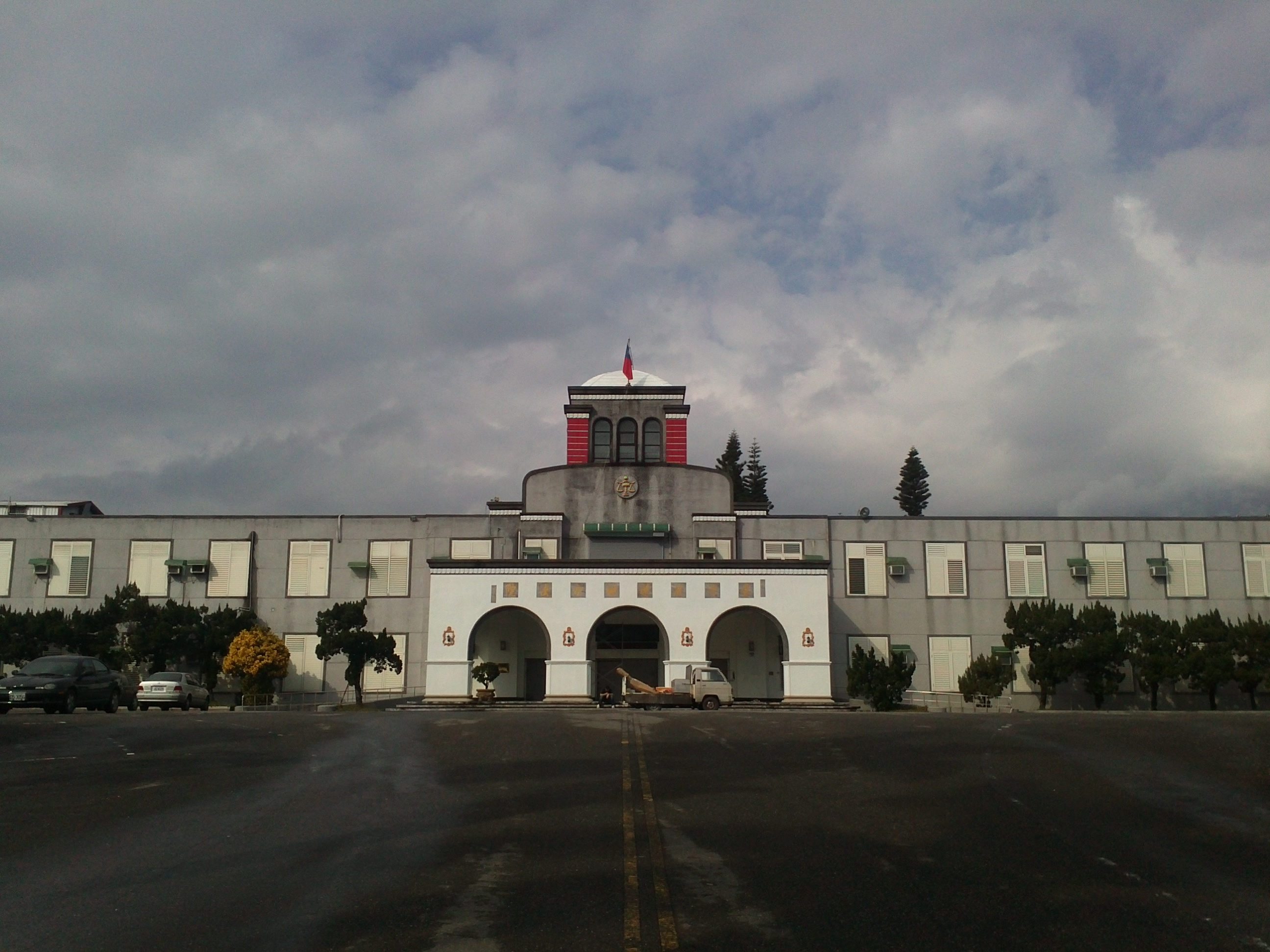
Tribunal Distrital de Hualien

Existem atualmente 22 Tribunais Distritais em Taiwan. 